# Bjørn Nielsen

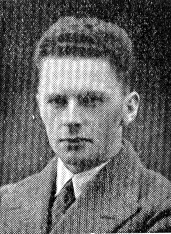
Bjørn Nielsen (um 1941)

Bjørn (auch Björn, Bjorn) Nielsen (* 4. Oktober 1907; † 21. Mai 1949 in Herning) war ein dänischer Schachmeister.
Er gewann die dänischen Einzelmeisterschaften in den Jahren 1941, 1942, 1944 und 1946. 1947 wurde er geteilter Erster, unterlag dann aber im Stichkampf gegen Jens Enevoldsen mit 0,5:3,5. Auch 1949 teilte er sich den ersten Platz. Der erforderliche Stichkampf gegen Poul Hage, dessen Austragung im Herbst 1949 geplant war, fand aufgrund seines vorzeitigen Todes nicht mehr statt.
Für Dänemark nahm er auch an drei Schacholympiaden teil:
- 1933, am 4. Brett in Folkestone (+4 =7 −2);
- 1935 an Brett 2 in Warschau (+3 =6 −5);
- 1936 am dritten Brett bei der inoffiziellen Schacholympiade in München (+10 =3 −2).

Mit diesem letzten Ergebnis gewann er bei dieser Schacholympiade auch die individuelle Goldmedaille.
Seine höchste historische Elo-Zahl von 2601 erreichte Nielsen im September 1942, er lag damit auf dem 32. Platz der Weltrangliste.